# Diemerbos
Het Diemerbos is een in de jaren 1990 aangelegd bos in Diemen. Het grenst in het westen aan de Gaasp en de Bijlmerweide, in het oosten aan het Amsterdam-Rijnkanaal, in het noorden aan Diemen Noord en in het zuiden aan de Gaasperdammerweg. Het park is verbonden met de Bijlmerweide via de Veeneikbrug, een fiets- en voetgangersbrug over de Gaasp.
Het bos maakt een belangrijk deel uit van natuurgebied "Gaasp en Diem" en is een jong bos. De bomen werden in het begin van de jaren negentig aangeplant in een open polder met veel water. Maar bij de graafwerkzaamheden voor het bos werden in de veengrond oude stammen gevonden omdat er lang geleden ook al een bos was.
Er zijn picknickplekken, een grote ligweide, (verharde) wandelpaden en een speelbos. Aan de andere kant van de A9 mag de natuur meer haar gang gaan. Daar is het moerasbos, ook wel het Telegraafbos genoemd omdat het dagblad De Telegraaf destijds de nieuwe boomaanplant sponsorde.
Tussen 2008 en 2011 is het Diemerbos door Staatsbosbeheer opgeknapt. Ook de schooljeugd heeft vele houten versieringen aangebracht met daarop teksten. In 2012 werden de fietspaden in en rond het Diemerbos opgeknapt wegens vele verzakkingen en hobbels.

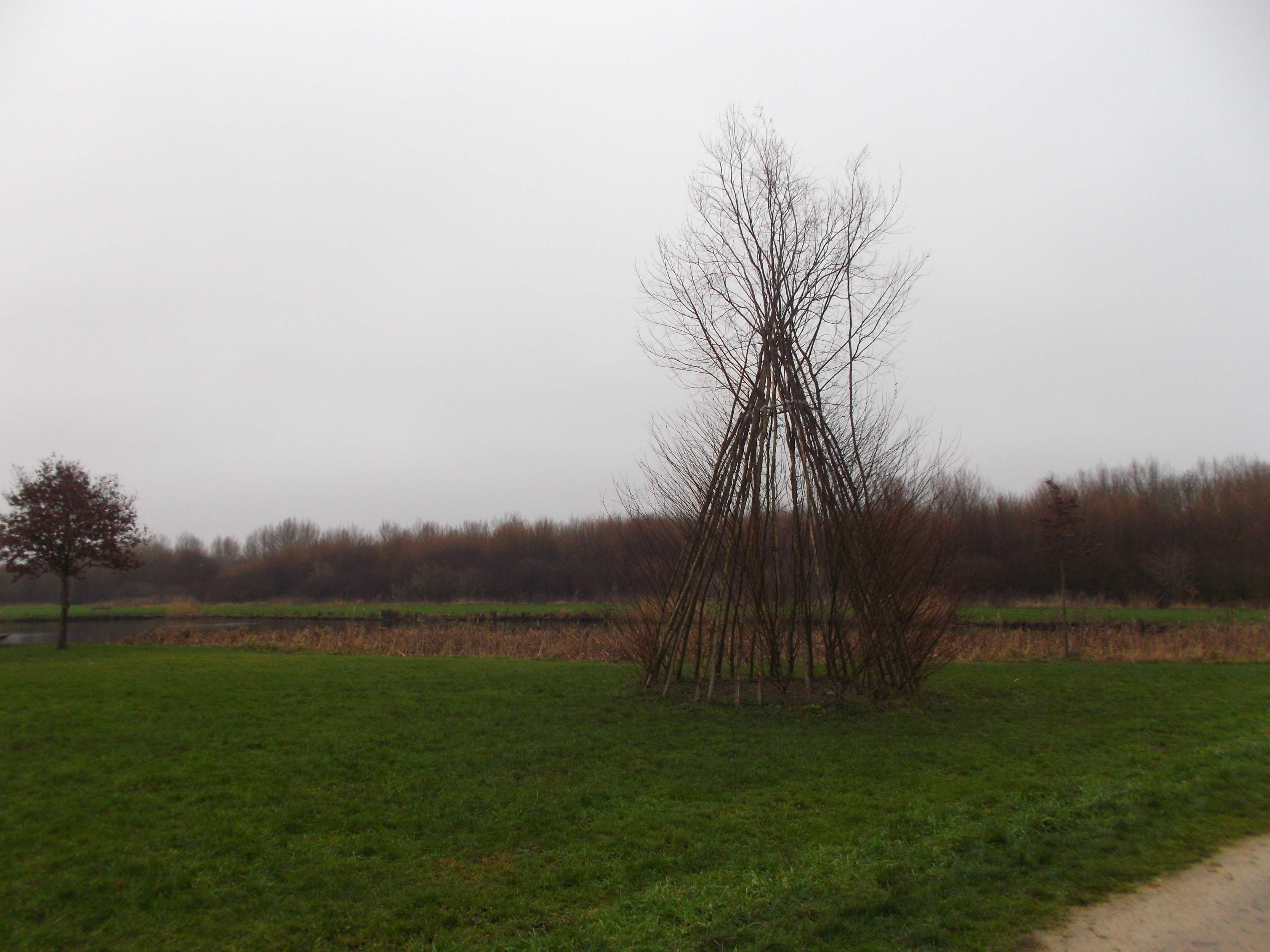
Diemerbos, uitzicht.
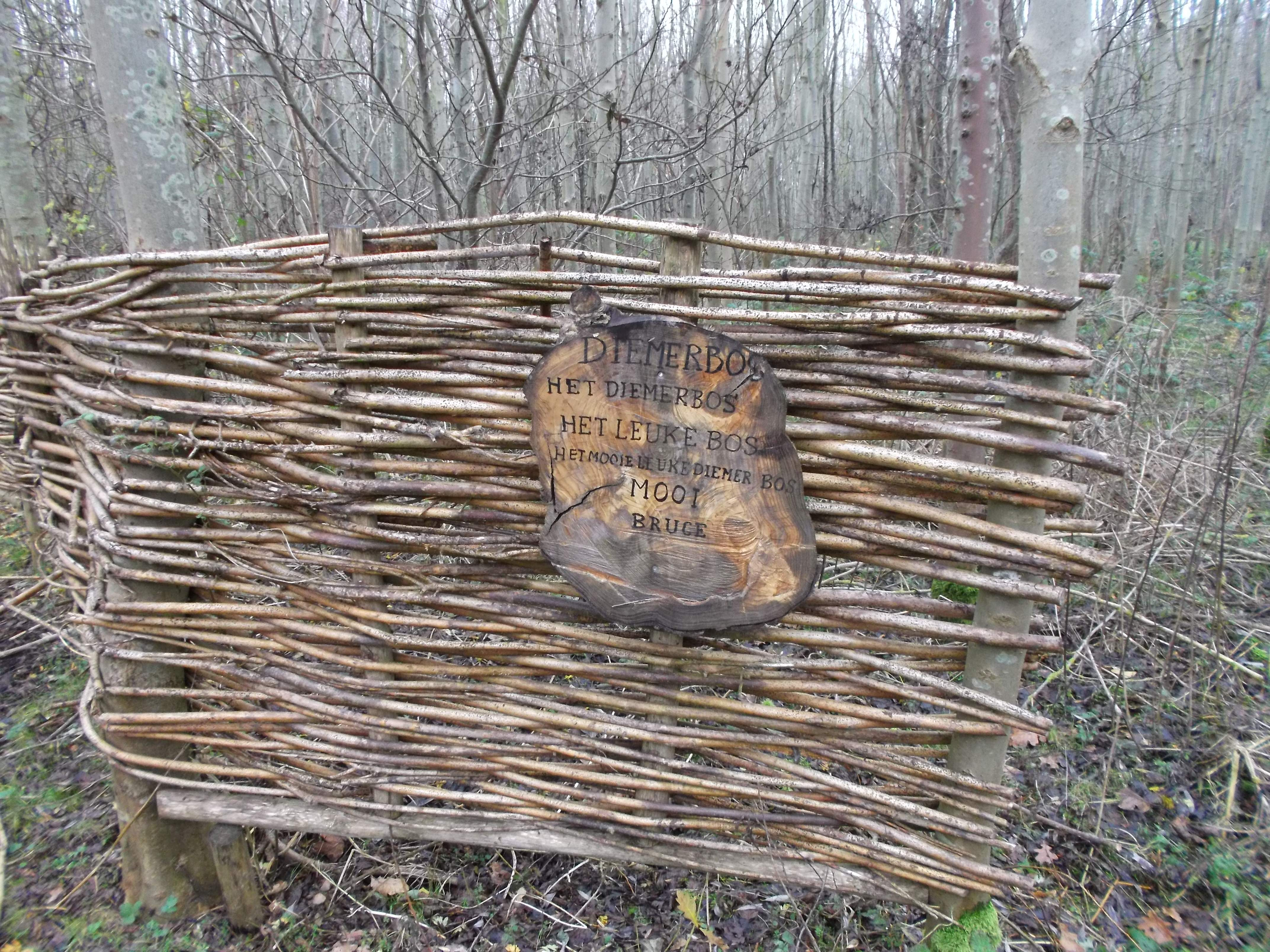
Een van de vele door schoolkinderen geschreven teksten op houten objecten.
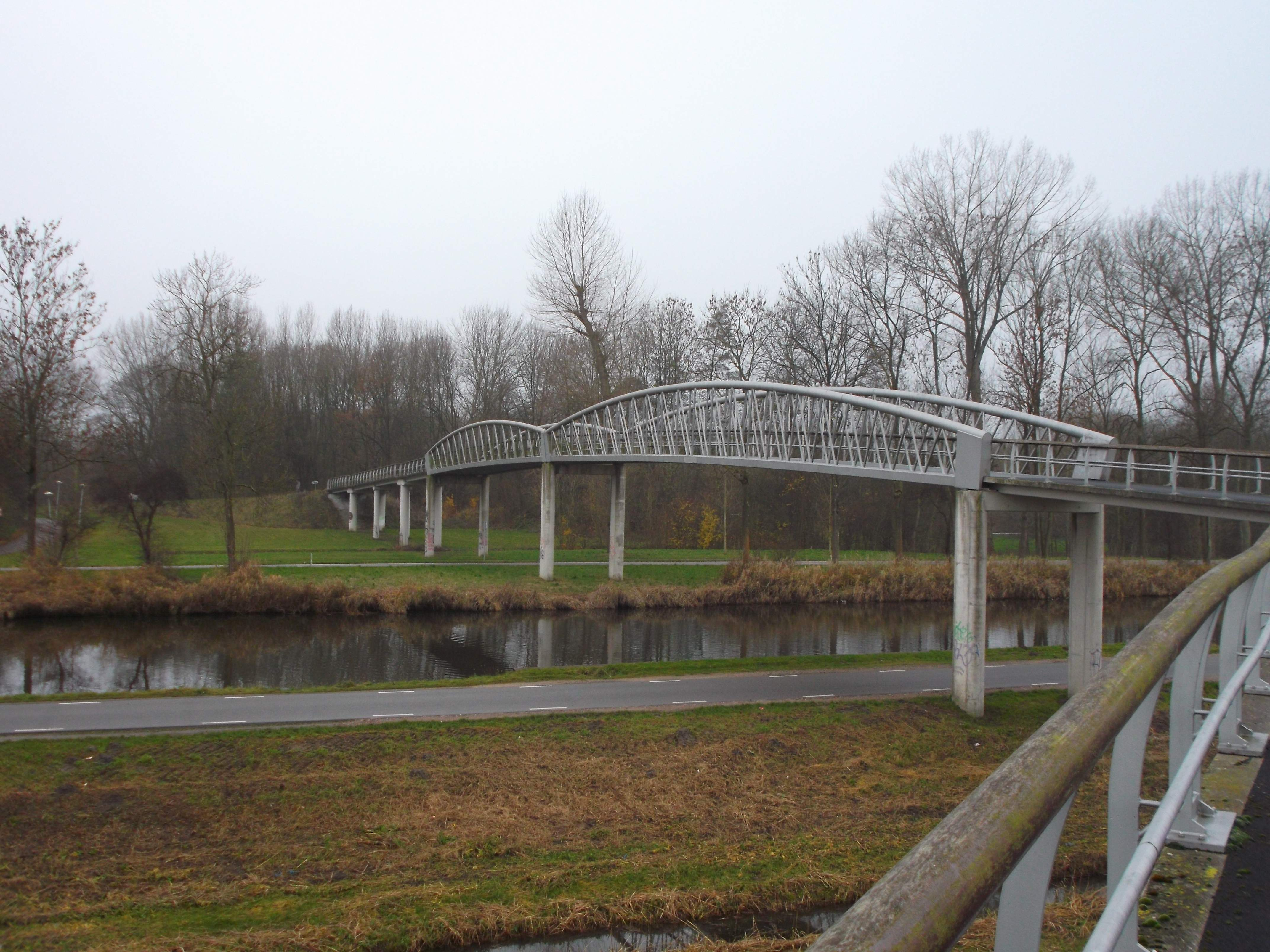
Fiets- en voetgangersbrug (Veeneikbrug over de Gaasp) van Diemerbos richting de Bijlmerweide.
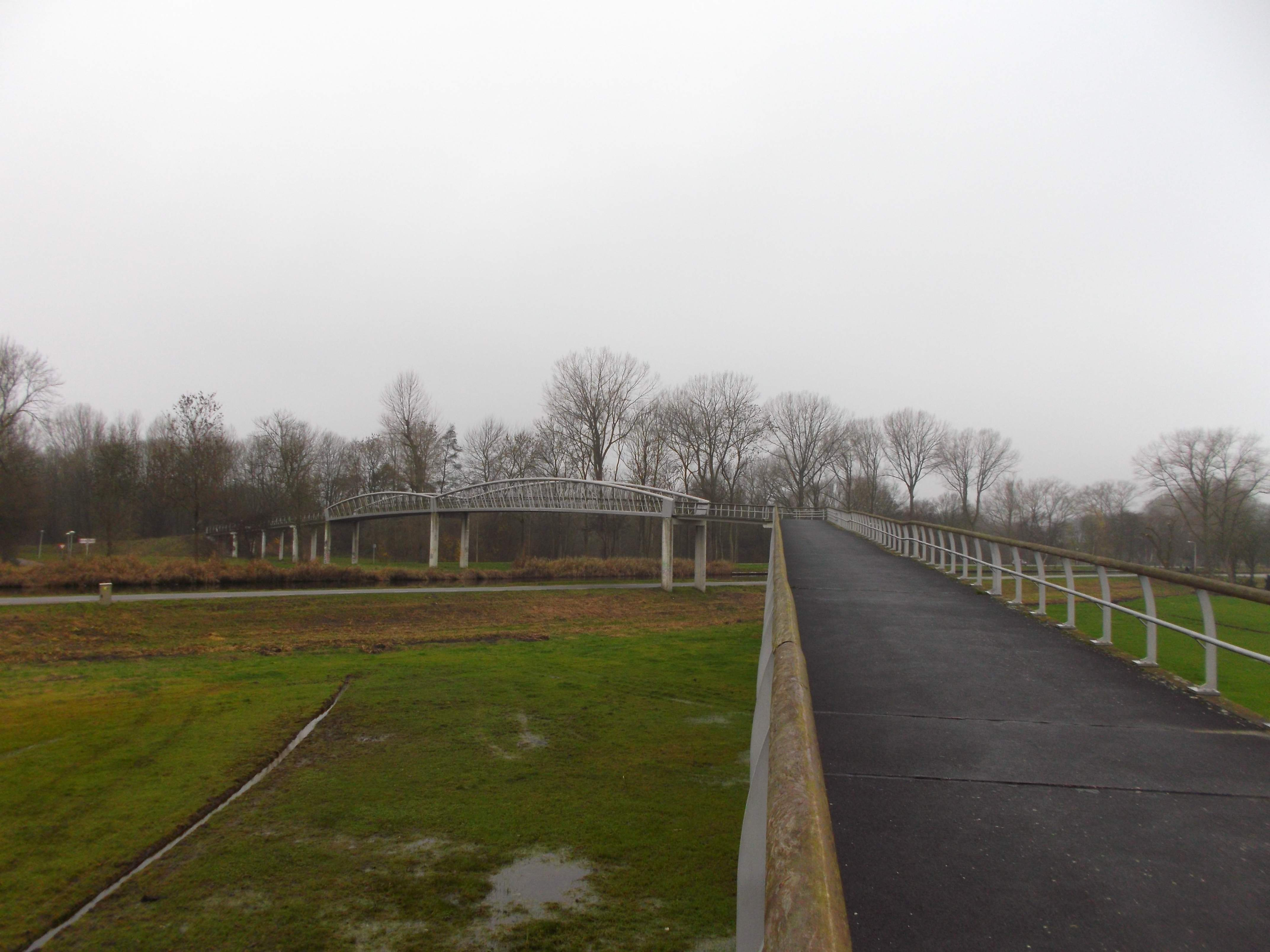
Brug vanaf het begin in het Diemerbos.